# Pietro Vaccari
Pietro Vaccari (Bastida de' Dossi, 26 ottobre 1880 – Pavia, 14 dicembre 1976) è stato uno storico e politico italiano.
Specializzato in storia del diritto, insegnò all'Università degli Studi di Pavia dal 1924 al 1950. Dal 1923 al 1926 fu sindaco di Pavia e primo podestà fascista dal 1926 al 1933. Presiedette inoltre la Società pavese di storia patria.
Fratello minore del biblista Alberto Vaccari, ebbe un figlio, Giovanni, anch'egli sindaco di Pavia. La sua raccolta libraria fu donata alla Biblioteca di Studi Umanistici dell'università di Pavia.